# Lechia Lwów

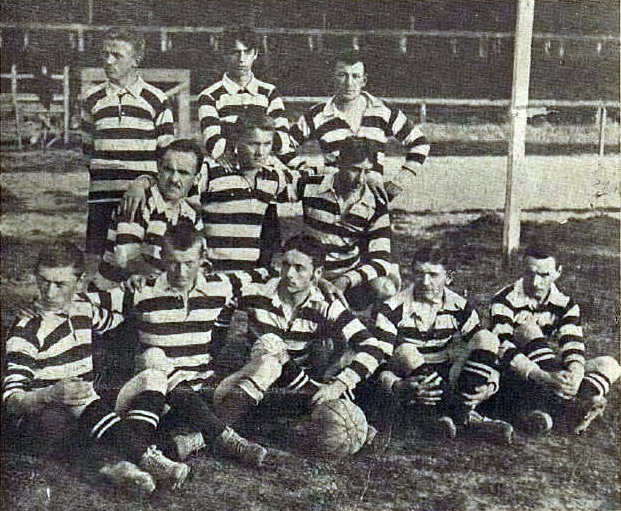
Lechia Lwów en 1909

El Lechia Lwów fue un equipo de Fútbol de Polonia que jugó en la Ekstraklasa, la primera división nacional.

## Historia
Fue fundado en el verano de 1903 en la ciudad de Lwów por un grupo de estudiantes de tercer y cuarto año de gimnasia que fueron miembros de la sección de Fútbol del PTG Sokol. Sus miembros procedían principalmente de los círculos ferroviarios, por lo que durante casi todo el período de su existencia, Lechia estuvo asociada con este grupo social (no con el ejército como muchos afirmaban en la época de la República Popular de Polonia).
En 1931 fue uno de los cuatro equipos de Lwów en jugar en la Ekstraklasa, donde descendieron al terminar en último lugar entre 12 equipos. Nunca fue posible volver a la élite, por lo que el equipo pasó los últimos años de su existencia en competencias regionales. Después del descenso de la primera liga, el desempate por el campeonato de liga en la temporada de 1933 resultó ser el mayor éxito (una vez más contra Polonia Przemyśl). Después de dos empates (1-1 en Przemyśl y 2-2 en Lviv), se necesitaba de nuevo un partido adicional (también en Stryj). El 30 de julio de 1933, cuidadosamente resultaron ser mejores, ganando 0: 2 (0: 1). En total, en las competiciones regionales, dirigidas por el OZPN Lviv de 1920 a 1940, Lechia pasó 17 temporadas, jugando un total de 223 partidos durante este tiempo (en la clase A y en la liga del distrito).
En septiembre de 1939 -como consecuencia del estallido de la Segunda Guerra Mundial- se suspendieron las actividades del club, y tras su fin nunca más se reactivó (en 1945 -como consecuencia de la Conferencia de Potsdam- Lviv fue incluido dentro de los límites de la URSS). El equipo fue reemplazado por el FC Lokomotyv Lviv, y su nombre deriba de Lechia, el nombre original del equipo en Polonia.

## Palmarés
- Ascenso a la National League (1): 1930
- Lwów District League (3): 1929, 1930, 1933

## Sección de Hockey Sober Hielo
A mediados de la década de 1930, la sección de hockey sobre hielo tuvo éxito. En la temporada de 1934, ganó la medalla de bronce del campeonato polaco, y un año después, durante el torneo disputado en Lviv, avanzó a la final (superando al KTH Krynica 6:1 y 3:1 dos veces en las semifinales), perdiendo ante el Czarni Lviv (derrota 0:4).

## Retro Liga
En 2019 el Lechia Lwów fue reconstruido de manera histórica en Polonia como parte del proyecto Retro Liga. Los jugadores recrean los implementos y uniformes de acuerdo al reglamento de 1938. Los equipos elegidos en la Retro Liga fueron los equipos forzados a desaparecer en 1939 por la Segunda Guerra Mundial. Otros equipos participantes son el WKS Kutno, WKS Łowicz, WKS Grodno (Grodno fue refundado al finalizar la WWII en territorio bielorruso), y el Śmigły Wilno (Śmigły fue refundado al finalizar la WWII en territorio lituano).
Lechia Lwów fue el campeón de la temporada inaugural de la Retro Liga en 2019.